# Горлозен
Горлозен (нім. Gorlosen) — громада в Німеччині, розташована в землі Мекленбург-Передня Померанія. Входить до складу району Людвігслуст-Пархім. Складова частина об'єднання громад Грабов.
Площа — 53,02 км2. Населення становить 451 ос. (станом на 31 грудня 2020).